# جويل بار
جويل بار (بالإنجليزية: Joel Barr)‏ هو عالم حاسوب ومهندس وجاسوس أمريكي، ولد في 1916 في نيويورك في الولايات المتحدة، وتوفي في 1 أغسطس 1998 في موسكو في روسيا.